# Tiémé
Ne doit pas être confondu avec Tiemè.
Tiémé est une sous-préfecture de six villages (Tiémé, Zégbao, Tahanso, Komindougou, Tiémogosso, N'doniégué) de la région du Denguélé, au nord-ouest de la Côte d'Ivoire, en Afrique de l'ouest. Elle se situe entre les départements de  Boundiali  à l'ouest, Odienné à l'est, de Séguélon au sud, et Kaniasso au nord
La localité de Tiémé, située à 860 km d'Abidjan, a une superficie de 180 km2  que se partagent 11644 habitants (cf recensement de la population de décembre 2021). Cette population est hyper cosmopolite car composée de Peuls, Sénoufo et dominée majoritairement par les Mandées-Dioula. L'arrivée progressive de l'administration a renforcé ce mélange avec les autres groupes ethniques du pays.   

## Géographie
Tiémé est situé au nord-ouest de la Côte d’Ivoire dans le district du Kabadougou à 28 km à l’est d’Odienné,  dans le versant incliné ouest-est d’un plateau de 180 kilomètres carrés. Ce plateau fait par moments place à des collines granitiques isolées, cela est perceptible au nord-est direction Goulia, Boundiali et à l’ouest. La ville est d’ailleurs située dans le prolongement d’une longue chaine de montagnes granitique et quelques fois quartzites. Le point culminant de la chaine est le mont Toukeiba 840m. 
La localité jouit du climat tropical caractérisé par un semestre de saison sèche (novembre-mai), et un autre de pluie (juin-octobre) avec un pic des pluviométries dans le mois d’août. La pluviométrie moyenne annuelle varie de 1300 à 1800 mm. Les températures maximale et moyenne sont respectivement de 38 et 32°.  La ville croule sous le poids de l’harmattan pendant au moins 3 mois (décembre-février) à cette période la température minima descend entre 14 et 21°. Ces pluies inégalement réparties sur l’année sont encadrées par une période d’harmattan contingente de la saison sèche, étalée de janvier à mars puis de novembre à décembre.
Ce régime pluviométrique irrégulier s'avère un facteur déterminant pour les activités de production des populations locales tournées en majorité vers l’élevage et l’agriculture.
La végétation est constituée par une savane arbustive, renforcée par des bosquets plus luxuriants dans les talwegs, où l’humidité se conserve bien plus longtemps après les pluies.

## Histoire

Tiémé

Le XVIème et le milieu du XVIIème siècle ont été marqués dans la boucle du Niger par un vaste mouvement de populations allant de la région septentrionale vers le sud forestier. Ce mouvement prend singulièrement sa source dans la quête de zones prolifiques aux activités commerciales et principalement dans la quête d’un affranchissement et d’indépendance des peuples soninkés de la domination des roitelets régnant après la chute de l’empire du Mali. C’est de ce vaste déplacement de masses humaines que sont issus les habitants actuels Tiémé.  
À défaut de documents écrits et conservés, la tradition orale a transmis de génération en génération la légende selon laquelle, une fédération de familles Sylla est partie de l’actuel Mali précisément de la ville de Kamatingué dans le cercle de Diéma à quarante kilomètres à l’est de la ville de Nioro (800km de Bamako). Le chef fédérateur des familles un certain Farakaba Sylla aurait reçu des devins, la mission de rechercher une chaine de montagnes au pied de laquelle  ses descendants devront élire domicile. Ainsi débutera la pérégrination qui conduira d’abord le groupe originaire de Kamatingué dans une région qui deviendra plus tard l’actuelle Guinée, puis à l’endroit indiqué par la légende. À rappeler que le site était déjà occupé par une tribu Sénoufo qui sous la pression des envahisseurs se disloquera pour élire domicile dans les savanes environnantes. Ainsi, Tiémé, une localité sénoufo à l’origine, deviendra mandingue en milieu du XVIIème siècle.

## Administration
La sous-préfecture dont Tiémé est le chef-lieu est une subdivision du département d’Odienné. Elle est limitée au nord par les sous-préfectures de Kaniasso et Goulia, au sud par les sous-préfectures de Séguelon et Dioulatiédougou, à l’est par le Département de Madinani et à l’Ouest par la sous-préfecture d’Odienné. Cet ensemble de 180 kilomètres carrés est composé de six (6) localités que sont Tiémé, Zégbao, Tahanso, N’dognigué, Tiémokosso et Komédougou.
La ville de Tiémé, chef-lieu de sous-préfecture et de commune est située à 28 kilomètres d’Odienné sur l’axe routier Odienné-Boundiali et peuplée de 9350 habitants(?) en majorité d’ethnie Malinké et de religion musulmane.
Les services publics présents qui y ont été déployés (avant la crise) sont la Mairie de Tiémé, le Maire actuel M. Sylla Ousmane est en poste depuis 2018 ;
la Brigade de la Gendarmerie nationale, quatre établissements d’enseignement primaire et un établissement d’enseignement secondaire, les dispensaires de Tiémé et Zégbao ainsi que la maternité de Tiémé et un poste vétérinaire.
Les services parapublics sont constitués par le centre émetteur de la Radiodiffusion Télévision ivoirienne (RTI), l’Agence ivoirienne de presse (AIP), la Compagnie ivoirienne d’électricité, la Poste de Côte d'Ivoire, la Société de distribution d'eau de la Côte d'Ivoire (SODECI), et l’Agence nationale d’appui au développement rural (ANADER).

## Aspects socioculturels

### Organisation traditionnelle

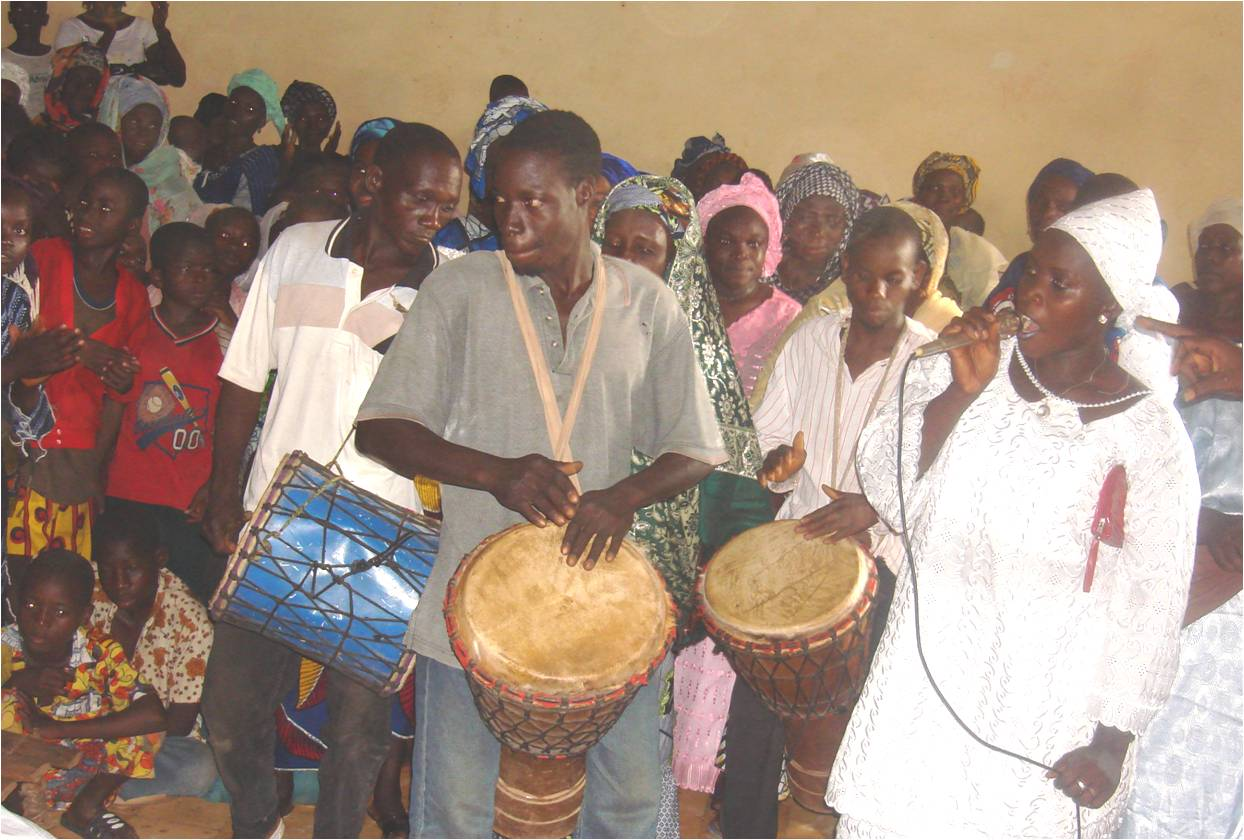
Un groupe d'animation de type traditionnel à Tiémé

L’organisation sociale traditionnelle est structurée selon le type malinké observable notamment au sud du Mali et comportant des principaux clans (dyamu, signifiant aussi patronyme), des réseaux (kabila, signifiant aussi lignage) et diverses autres relations tissées entre les habitants et se présentant comme une certaine reproduction des « castes » sociales (nyamankala) et des interdits de mariage.
Sous ce rapport, la société traditionnelle est constituée d’un seul clan, les Sylla, structuré en quatre lignages : les Kabila des Gbémana, Baboura, Mochiana, Férébara  auxquels s’ajoutent les familles alliées regroupées dans le kabila des Fofana-Diarrassouba.
Les lignages des Sylla de Tiémé sont spécialisés dans l’exercice des pouvoirs. Les Baboura et Mochiana exercent les pouvoirs politiques traditionnels (chefferie) à tour de rôle tandis que les pouvoirs religieux, en l’occurrence le choix de l’imam et la gestion des lieux de cultes, relèvent également à tour de rôle, de la responsabilité des Gbémana et Férébara.

### Religion

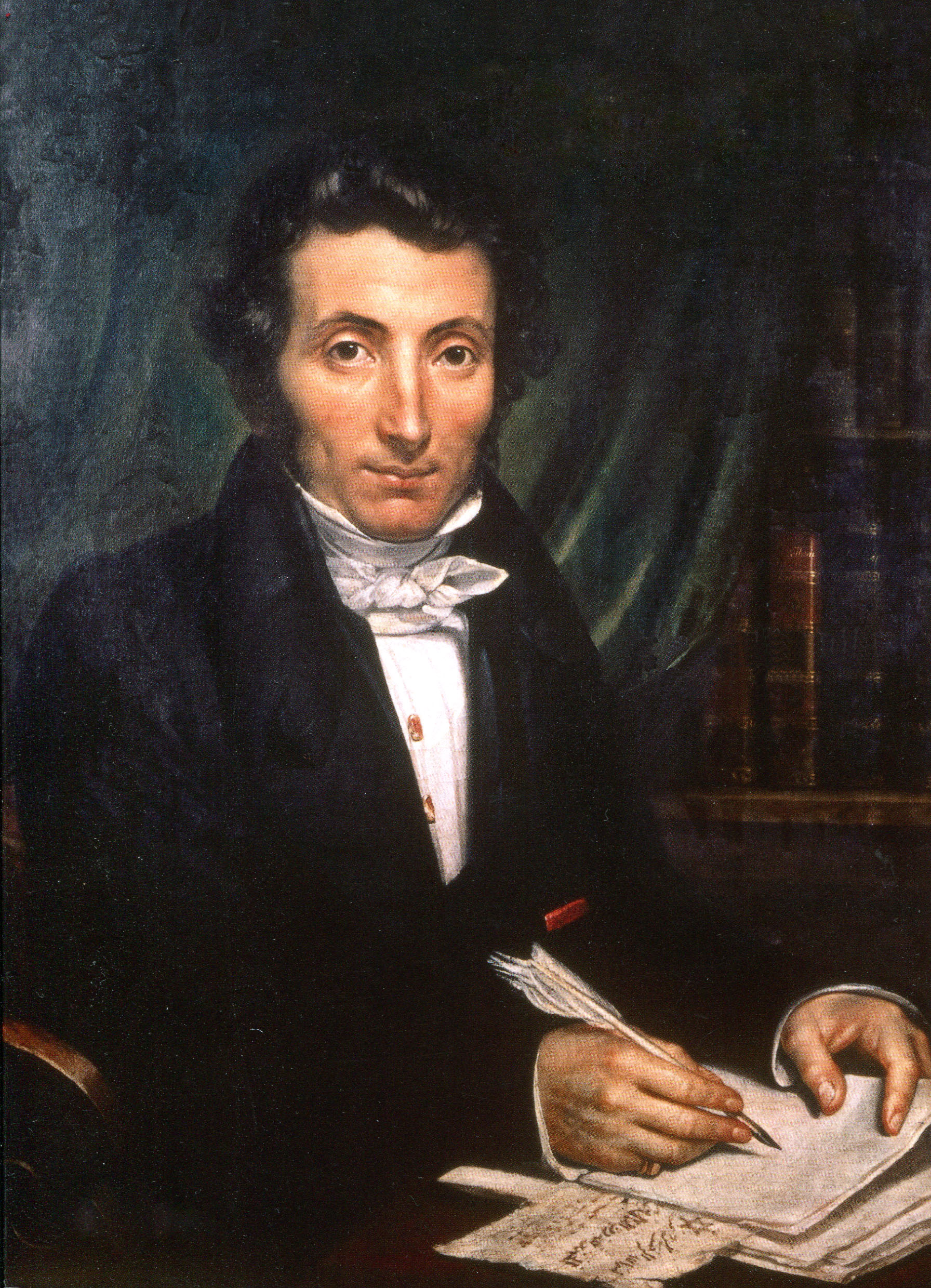
L'explorateur français René Caillié a visité Tiémé au début du XIXe siècle

Le domaine religieux est dominé par l’Islam qui regroupe l’écrasante majorité de la population et confère un pouvoir politique et social réel aux responsables religieux locaux. Élevé au rang d’institution dans la localité, l’Islam rythme et sous-tend l’ensemble de l'activité socioéconomique de la circonscription. Les principaux lieux de culte sont les mosquées de Tiémé, Zégbao, Tahanso et N'doniégué.
Les religions d’obédience chrétienne y sont représentées de manière marginale et se localisent essentiellement dans la ville de Tiémé où elles n’ont ni responsable ecclésiastique, ni temple : leurs adeptes se retrouvent dans des locaux privés pour y effectuer leurs prières. L’influence de ces religions au niveau local, est pratiquement nulle.
Toutefois, la domination sans partage de l’Islam dans la vie privée et communautaire des populations, s’accompagne d’une survivance de traditions animistes ancestrales encore tenaces.
D’une manière générale, on ne peut négliger les racines profondes des habitants dont très peu échappent réellement à la perception cosmogonique animiste. Sans le laisser paraître, cette perception influence encore puissamment les populations locales. Comme au Mali, l’animisme se réfère ici à des croyances ancestrales et les gris-gris ayant vocation à protéger leurs utilisateurs se superposent à des pratiques islamiques authentiques.

### René Caillié et Tiémé
La ville de Tiémé abrite René Caillié à l'occasion du voyage que celui-ci effectue de Conakry à Tombouctou au début du XIXe siècle. Terrassé par le scorbut, il y séjourne pendant cinq mois.
Il est pris en charge par une vieille du village du nom d'Assita, sur le plan médical, par les populations villageoises qui lui administrent avec succès des soins traditionnels.
René Caillié, avant de quitter Tiémé, a construit un petit monument pour marquer son passage. Il est aujourd'hui situé dans le centre-ville en face du centre culturel.

### Sources
- René Caillié, Voyage à Tombouctou, 1830.
- Oswald Durand, René Caillié à Tombouctou
- Mme H. Célarié, La prodigieuse aventure d'un enfant du peuple. René Caillié, 1938.
- Taba-Lanciné Sylla, « Panorama de la commune de Tiémé », in l’Écho du Mont Toukéiba, n° 1, premier semestre 1986, p.5.